# 第35师团 (日本陆军)
第35师团（だいさんじゅうごしだん）是大日本帝國陸軍师团之一。

## 沿革

### 大陸战線
七七事变爆发后，由于从华北、华中到华南地区的战線持续扩大，战争陷入泥沼化中，为了替换下在中国第一线作战的甲种野战师团，以维持占领地的治安和警备为目的，而于1939年（昭和14年）2月7日新设立的师团之一（乙种师团），同一时间新设立有第32师团、第33师团、第34师团、第36师团、第37师团。同年6月30日新设立第38师团、第39师团、第40师团、第41师团。
編成後属华北方面军隷下，驻扎在黄河北岸的河南省新乡，同其他治安师团一样也在1939年夏之后参加了各种治安作战。
太平洋战争爆发后编入北支那方面軍隷下在华北地区负责占領地警备和治安维持任务。参加了鲁西战役、晋东战役等。1943年（昭和18年）5月1日，大本营发出在中国駐屯的部隊进行改編的命令，第35师团从乙种师团降为丙种师团，师团所属旭川的野炮兵第35联队被取消编制，在缺乏炮兵支援的情况下勉强进行作战。以後，被编入第12軍，负责山東省方面的治安粛正等相关作战。同年7月中旬起，师团長负责指挥第59师团的步兵第54旅团主力，参加十八夏太行作战，负责讨伐省境附近的中共军队。

### 太平洋战線
1944年（昭和19年）2月受命向南方转移，3月2日原满州驻扎的独立山砲兵第4联队被作为砲兵隊编入第35师团，师团配属至第31军（指挥官为小畑英良中将），预备进驻马里亚纳群岛，但后来改为编入哈马黑拉岛的第2軍（指挥官为丰岛房太郎中将）。朝西部新幾內亞不断进攻。步兵第219联队作为第一波輸送部隊经帕劳前往，并安全抵达。然而，师团主力作为第二波輸送部隊由竹一船团向曼諾瓦里进发的途中，运输船队遭到来自于美軍潜艇的攻击，独立山炮兵第4联队被歼灭，其他也损失了大部分的人员和装备，残存部隊于哈马黑拉岛登陆。
之后，师团主力由海軍艦艇负责运输，抵达新几内亚岛西端的索龙。进驻索龙後，步兵第220联队包括师团主力配置于索龙地区，步兵第219联队配置于努恩霍尔岛，步兵第221联队配置于马诺夸里地区。以後各部隊于当地着手构筑应对联合国军登陆的防御体系。
同年5月27日，美军开始在比亚克岛登陆。为救助比亚克岛的日軍第36师团，第35师团派遣以步兵第219联队第2大隊和步兵第221联队第2大隊为主力，約2,500名官兵增援比亚克岛，遭全灭。自此之后师团所属各部隊持续在各地遭到。7月2日在努恩霍尔岛登陆，在于步兵第219联队发生激战后将其全部歼灭。7月31日，盟軍开始在桑薩波爾地区登陆，师团主力参加与盟軍的战斗，并惨败。以後，在当地与盟軍持续交战。
1945年（昭和20年）5月撤退到位于索龙的根据地，为防备盟軍的登陆作战而准备防御体制直到终战。位于索龙的陸海軍部隊被美军围困，而不得已采撷当地的西米棕榈淀粉以充饥，多数一直坚持直到终战。

## 师团概要

### 歴代师团長
- 前田治 中将：1939年3月9日 - 1940年5月23日 病故
- 原田熊吉 中将：1940年5月25日 -
- 重田德松 中将：1942年3月2日 -
- 坂西一良 中将：1943年2月28日 -
- 池田浚吉 中将：1944年3月4日 -

### 最終所属部隊
- 步兵第219联队（甲府）
- 步兵第220联队（東京）：金井塚勇吉大佐
- 步兵第221联队（佐倉）：鈴木友吉大佐
- 独立山砲兵第4联队：春山雄一大佐
- 第35师团通信隊：若松軍吉少佐
- 第35师团衛生隊：草野昌藏大佐
- 第35师团工兵隊：米山直一少佐
- 第35师团輜重隊：片倉春人少佐
- 第35师团海上輸送隊：太郎田喜友中佐
- 第35师团野战医院：兼島景徳軍医少佐
- 第35师团病馬廠：佐久間忠大尉